# Temporada 2005 del Campeonato Mundial de Supersport
La Temporada 2005 del Campeonato Mundial de Supersport fue la séptima temporada del Campeonato Mundial de Supersport, pero la novena teniendo en cuenta las dos celebradas bajo el nombre de Serie Mundial de Supersport. La temporada comenzó el 26 de febrero en Losail y terminó el 9 de octubre en Magny-Cours después de 12 carreras.
El campeonato de pilotos fue ganado por Sébastien Charpentier con un total de 6 victorias. Fue el primer Campeonato Mundial Supersport de Charpentier. El campeonato de constructores fue ganado por Honda.

## Calendario y resultados
| Ronda | Fecha            | Ronda           | Circuito       | Piloto Ganador        |
| ----- | ---------------- | --------------- | -------------- | --------------------- |
| 1     | 26 de febrero    | Catar           | Losail         | Katsuaki Fujiwara     |
| 2     | 3 de marzo       | Australia       | Phillip Island | Sébastien Charpentier |
| 3     | 24 de abril      | España          | Valencia       | Sébastien Charpentier |
| 4     | 8 de mayo        | Italia          | Monza          | Katsuaki Fujiwara     |
| 5     | 29 de mayo       | Europa          | Silverstone    | Sébastien Charpentier |
| 6     | 26 de junio      | San Marino      | Misano         | Sébastien Charpentier |
| 7     | 17 de julio      | República Checa | Brno           | Sébastien Charpentier |
| 8     | 7 de agosto      | Reino Unido     | Brands Hatch   | Sébastien Charpentier |
| 9     | 4 de septiembre  | Países Bajos    | Assen          | Fabien Foret          |
| 10    | 11 de septiembre | Alemania        | Lausitz        | Kevin Curtain         |
| 11    | 2 de octubre     | Italia          | Imola          | Gianluca Nannelli     |
| 12    | 9 de octubre     | Francia         | Magny-Cours    | Broc Parkes           |